# John Milius
John Milius (San Luis, Misuri, 11 de abril de 1944), cuyo nombre completo es John Frederick Milius, es un guionista, director y productor de cine.
Alumno de la Universidad del Sur de California, fue coguionista de las dos primeras películas que tuvieron como protagonista a Harry el Sucio, y es también conocido por películas como Apocalypse Now, en la que trabajó como guionista, El gran miércoles, película de culto entre la comunidad surfista, y Conan el Bárbaro, de la cual fue el director. En Amanecer rojo en 1984 también fue el director. Una peculiaridad de esa película es que reúne a una prometedora y nueva generación de actores como lo eran Patrick Swayze, Charlie Sheen, Lea Thompson y Jennifer Grey, o la serie de televisión para HBO Roma.
Milius trató de unirse a la Infantería de Marina en la década de 1960 para ir voluntario a la guerra del Vietnam, pero fue rechazado a causa del asma crónica que padecía.

## Premios y nominaciones
- Recibió una nominación a los Óscar al mejor guion adaptado, por Apocalypse Now (1979).

## Filmografía

### Director
- 1973: Dillinger
- 1975: El viento y el león
- 1978: El gran miércoles
- 1982: Conan, el bárbaro
- 1984: Amanecer rojo
- 1989: Adiós al rey
- 1991: El vuelo del Intruder
- 1994: Rebel Highway (Serie de TV)
- 1994: Motoristas del miedo (Telefilm)
- 1997: Rough Riders (Miniserie de TV)
- 2005: Roma (serie de TV)

### Guionista
- 1969: The Devil's 8
- 1971: Evel Knievel
- 1972: The Life and Times of Judge Roy Bean
- 1972: Jeremiah Johnson
- 1973: Magnum Force
- 1979: Apocalypse Now
- 1993: Geronimo: An American Legend
- 2001: Texas Rangers

## Premios y distinciones
Premios Óscar
| Año  | Categoría            | Película       | Resultado |
| ---- | -------------------- | -------------- | --------- |
| 1980 | Mejor guion adaptado | Apocalypse Now | Nominado  |